# کالبسریت
کالبسریت (به آلمانی: Kalbsrieth) یک شهر در آلمان است که در کوفهویزرکرایس واقع شده‌است. کالبسریت ۷۸۹ نفر جمعیت دارد.